# زلزال نيسكوالي 2001
زلزال نيسكوالي 2001 هو زلزالٌ وقعَ في واشنطن في الولايات المتحدة بتاريخ 28 فبراير 2001.